# Григгс, Чед
Чэд Григгс (англ. Chad Griggs; род. 15 мая 1978, Тусон, Аризона, США) — американский боец смешанных единоборств, выступающий в полу-тяжёлом дивизионе. Сделал имя, дерясь в своём родном штате Аризона. На данный момент подписан в UFC. Дрался в Tucson Scorpions of the International Fight League. Чэд ещё ни разу не доводил бой до судейского решения.

## Карьера в ММА

### Ранняя карьера
Дебютировал в декабре 2005 на первом Total Fighting Alliance. Быстро сокрушил Джонатана Тсоси, всего лишь за 18 секунд. В апреле 2006, провёл второй бой на Rage in the Cage 81, против Хомера Мура, которого победил техническим нокаутом.
Всего через месяц после своего второго боя, Григгс встретился с Джонатаном Тсоси в реванше после их первого боя в декабре. Чэд снова победил, заставив сдаться соперника сокрушительными ударами. Затем выиграл следующий бой и присоединился к новой организации International Fight League.

### International Fight League
Чэд заключил контракт с IFL в 2007. Сделал свой дебют на IFL: Houston 2 февраля 2007. Его оппонентом был ветеран Pride и UFC, Джон Марш. Чэд выиграл бой техническим нокаутом в 3-м раунде.
Затем провёл бой на IFL: Connecticut против непобеждённого Шэйна Отта. Шэйн победил Чэда, заставив сдаться кимурой в 1-м раунде. После этого поражения Могильщик покинул эту организацию.

### Местные поединки
Чэд выиграл 2 боя после ухода из Internation Fight League. После его второй победы, взял полтора года передышки от участия в ММА. Вернулся в апреле 2009, победив Джона Александера на Ultimate Style Fighting: Rumble in Wyoming.

## Личная жизнь
Чэд и его жена Джули имеют двух детей, сын Бэйли и дочь Хэйден. Помимо ММА, работает пожарным и парамедиком.

## Статистика боёв в ММА
| Результат | Рекорд | Соперник         | Способ                 | Турнир                          | Дата            | Раунд | Время | Место                          | Примечание |
| --------- | ------ | ---------------- | ---------------------- | ------------------------------- | --------------- | ----- | ----- | ------------------------------ | ---------- |
| Поражение | 11-3   | Сириль Дьябате   | Сдача (удушение сзади) | UFC 154                         | 17 ноября 2012  | 1     | 1:24  | Монреаль, Канада               |            |
| Поражение | 11-2   | Трэвис Браун     | Сдача (треугольник)    | UFC 145                         | 21 апреля 2012  | 1     | 2:29  | Атланта, США                   |            |
| Победа    | 11-1   | Валентейн Оверем | Сдача (удары)          | Strikeforce: Overeem vs. Werdum | 18 июня 2011    | 1     | 2:08  | Даллас, Техас, США             |            |
| Победа    | 10-1   | Джан Вилланте    | ТКО (удары)            | Strikeforce: Fedor vs. Silva    | 12 февраля 2011 | 1     | 2:49  | Ист-Ратерфорд, Нью-Джерси, США |            |
| Победа    | 9-1    | Бобби Лэшли      | ТКО (истощение)        | Strikeforce: Houston            | 21 августа 2010 | 2     | 5:00  | Хьюстон, Техас, США            |            |
| Победа    | 8-1    | Джон Александер  | ТКО (локти)            | USF: Rumble in Wyoming          | 21 января 2009  | 1     | 1:13  | Каспер, Вайоминг, США          |            |
| Победа    | 7-1    | Эрик Гарсия      | ТКО (удары)            | All Power Combat 1              | 18 ноября 2007  | 1     | 0:00  | Аризона, США                   |            |
| Победа    | 6-1    | Стив Сайеф       | ТКО (удары)            | Rage in the Cage 101            | 6 октября 2007  | 1     | 2:28  | Аризона, США                   |            |
| Поражение | 5-1    | Шэйн Отт         | Сдача (кимура)         | IFL: Connecticut                | 13 апреля 2007  | 1     | 1:09  | Анкасвилл, Коннектикут, США    |            |
| Победа    | 5-0    | Джон Марш        | ТКО (удары)            | IFL: Houston                    | 2 февраля 2007  | 3     | 2:32  | Хьюстон, Техас, США            |            |
| Победа    | 4-0    | Джонатан Мендоза | Сдача (удары)          | WFC: Rumble in the Rockies      | 2 ноября 2007   | 1     | 2:41  | Ловеланд, Колорадо, США        |            |
| Победа    | 3-0    | Джонатан Тсоси   | Сдача (удары)          | Rage in the Cage 82             | 26 мая 2006     | 1     | 0:43  | Тусон, Аризона, США            |            |
| Победа    | 2-0    | Хомер Мур        | ТКО (удары)            | Rage in the Cage 81             | 29 апреля 2006  | 3     | 0:30  | Меса, Аризона, США             |            |
| Победа    | 1-0    | Джонатан Тсоси   | ТКО (удары)            | Total Fighting Alliance 1       | 10 декабря 2005 | 1     | 0:18  | Кампо, Калифорния, США         |            |